# Geum omeiense
Geum omeiense är en rosväxtart som först beskrevs av Tsue Chih Ku, och fick sitt nu gällande namn av Jenny E.E. Smedmark. Geum omeiense ingår i släktet nejlikrotsläktet, och familjen rosväxter. Inga underarter finns listade i Catalogue of Life.